# Przegląd Elektrotechniczny
Przegląd Elektrotechniczny – najstarsze polskie czasopismo (obecnie miesięcznik) publikujące artykuły związane z elektrotechniką. Objętość pojedynczego numeru wynosi około 200 stron, format A4, kolorowy papier, miesięczny nakład wynosi około 700 egzemplarzy (rok 2005).
Czasopismo wydawane jest od maja 1919 r., podówczas przez Spółkę Wydawniczą "Przegląd Elektrotechniczny". Od maja 1920 r. jako oficjalny organ powstałego w 1919 r. Stowarzyszenia Elektrotechników Polskich. Obecnie wydawany przez Wydawnictwo SIGMA-NOT. 
Początkowo było polskim czasopismem dla elektryków, jednak obecnie zamieszczane są artykuły opisujące również najnowsze badania i osiągnięcia z szeroko rozumianej elektrotechniki, m.in. teorii elektrotechniki, elektroenergetyki, energoelektroniki, trakcji, miernictwa, techniki świetlnej, maszyn, aparatów i transformatorów, elektrotermii i materiałoznawstwa elektrycznego.
Regularnie relacjonowane są również wydarzenia krajowe i zagraniczne: konferencje, jubileusze, wyróżnienia.
W ostatnich latach ukazują się specjalne numery Przeglądu Elektrotechnicznego, w których ukazują się artykuły opublikowane na międzynarodowej konferencji International Workshop on 1 & 2 Dimensional Magnetic Measurement and Testing jak również z krajowego Sympozjum Pomiarów Magnetycznych.
Od 1 stycznia 2008 Przegląd Elektrotechniczny jest indeksowany przez Thomson Scientific Web of Science (tzw. lista filadelfijska). Impact Factor: 0,242.
Od 1 stycznia 2013 Przegląd został usunięty z listy filadelfijskiej i nie jest już indeksowany. Przyczyną tego stanu rzeczy jest zbyt duży współczynnik autocytowań, wynoszący aż 77%. 

## Rada redakcyjna, programowa i naukowa
W skład rady redakcyjnej, programowej i naukowej przeglądu wchodzą:
- Redaktor Naczelny, prof. dr hab. inż. Sławomir Tumański – PW
- Prof. dr hab. inż. Roman Barlik – PW
- Prof. dr hab. inż. Jerzy Barzykowski – WAT
- Prof. Janusz Białek – Uniwersytet Edynburski, Wielka Brytania
- Prof. Leszek Czarnecki – Louisiana State University, USA
- Prof. dr hab. inż., czł. PAN Mirosław Dąbrowski – PP
- Prof. dr hab. inż. Władysław Dybczyński – PBiał
- Prof. dr hab. inż. Zdobysław Flisowski – PW
- Prof. dr hab. inż., czł. PAN Tadeusz Kaczorek – PW
- Prof. dr hab. inż. Marian Kaźmierkowski – PW
- Prof. dr hab. inż. Krzysztof Kluszczyński – PŚl
- Prof. dr hab. inż. Józef Korbicz – UZ
- Prof. dr hab. inż. Andrzej Krawczyk – Inst. Elektr.
- Dr hab. Krzysztof Kurek – PŚl
- Prof. dr hab. inż. Jan Machowski – PW
- Prof. dr hab. inż., czł. PAN Jacek Marecki – PG
- Prof. dr hab. inż. Teresa Orłowska-Kowalska – PWr
- Prof. dr hab. inż. Stanisław Osowski – PW
- Prof. dr hab. inż. Maciej Pawlik – PŁ
- Prof. dr inż. Andrzej Piłatowicz – Inst. Energetyki
- Prof. dr hab. inż. Stanisław Piróg – AGH
- Prof. Pavel Ripka – Czech Technical University in Prague, Czechy
- Prof. dr inż. Ryszard Sikora – PSzcz
- Prof. Adam Skorek – Univ. du Quebec a Trois-Rivieres, Kanada
- Prof. dr hab. inż. Marian Soiński – PCz
- Prof. dr hab. inż. Ryszard Strzelecki  – PG
- Prof. Jan Sykulski – University of Southampton, Wielka Brytania
- Prof. dr hab. inż., czł. PAN Tadeusz Śliwiński – Inst. Elektr.
- Prof. dr hab. inż., czł. PAN i PAU Ryszard Tadeusiewicz – AGH
- Prof. dr hab. inż. Andrzej Wiszniewski – PWr